# Irina Kindzerska
Irina Mikolaivna Kindzerska –en ucraïnès, Ірина Миколаївна Кіндзерська– (Kàmianets-Podilski, 13 de juny de 1991) és una esportista ucraïnesa que va competir en judo, guanyadora d'una medalla de bronze al Campionat Europeu de Judo de 2013, en la categoria de +78 kg.

## Palmarès internacional
| Campionat Europeu | Campionat Europeu   | Campionat Europeu | Campionat Europeu |
| Any               | Lloc                | Medalla           | Categoria         |
| ----------------- | ------------------- | ----------------- | ----------------- |
| 2013              | Budapest ( Hongria) | 3                 | +78 kg            |